# Backbone

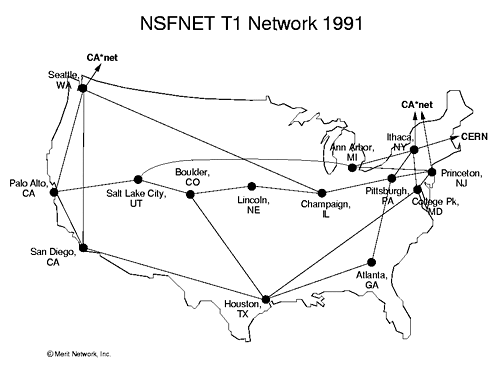
El backbone NSFNET l'any 1991

Esquema del backbone FUNET (en vermell)

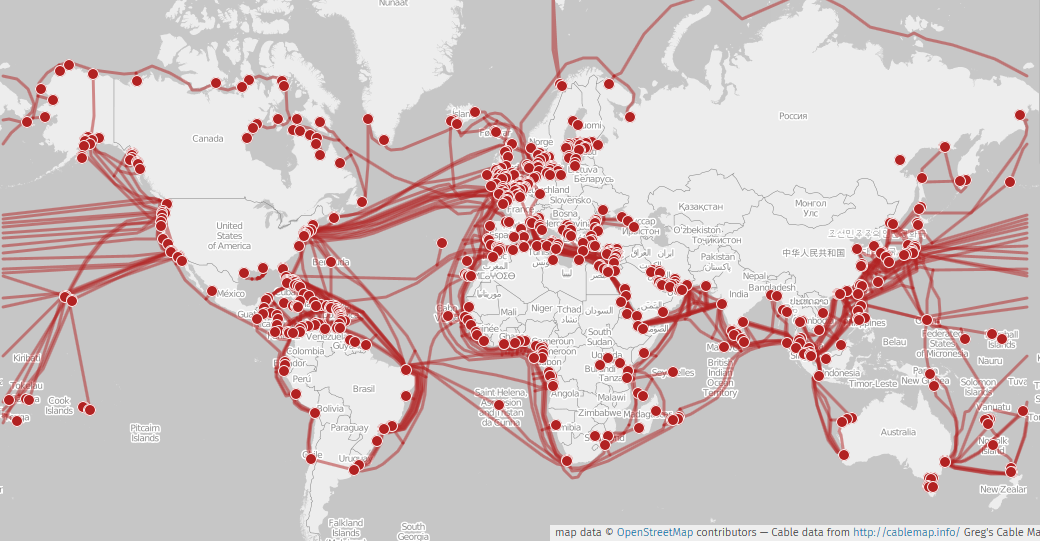
Encaminament dels principals cables submarins que serveixen com a infraestructura física d'Internet.

Un Backbone (Internet backbone en anglès) és una xarxa informàtica que forma part de xarxes de llarga distància de més alta connexió d'Internet.

## Història
El backbone original d'Internet va ser ARPANET. L'any 1989 es va crear el backbone NSFNet paral·lelament a la xarxa MILNET de l'exèrcit americà, i ARPANET va deixar d'existir. Finalment l'arquitectura de la xarxa va evolucionar prou per desfasar la centralització de l'encaminament. Des de la fi de la National Science Foundation el 30 d'abril de 1995, Internet funciona totalment sobre xarxes pertanyents a empreses de serveis Internet.
Es parla de vegades encara de « la Internet backbone » encara que aquest concepte no té res ben definit: cap xarxa no és oficialment al cor d'Internet.

## Bombolla puntcom
Durant el període d'especulació que va precedir la Bombolla puntcom, inversions considerables han permès la construcció de milers de quilòmetres de xarxa a través del món. En el moment de l'explosió de la bombolla (any 2000), moltes empreses han fet fallida, o gairebé. El backbone europeu Ebone ha hagut d'aturar les seves activitats, sense danys aparents per al funcionament d'Internet.

## Connexió del backbone
La connexió arriba a 800 Gbit/s mitjançant enllaços de fibra òptica amb tècnica DWDM. Aquestes connexions poden arribar a diversos Tbit/s. 